# Bailey Bass
Bailey Bass (18 de juny de 2003) és una actriu estatunidenca. És coneguda pels seus papers com Tsireya a les pel·lícules Avatar i Claudia a Entrevista amb el vampir.
Va néixer a Nashville, Tennessee, però va créixer en un "barri predominantment rus" a Brooklyn, Nova York. El seu pare és negre i la seua mare és russa de Belarús.
El seu primer paper d'actuació va ser un anunci de My Little Pony quan tenia 5 anys i mig. El 2014 va aparéixer a la pel·lícula Moon and Sun. Va protagonitzar la pel·lícula original de BET A Jenkins Family Christmas del 2021 i la pel·lícula de televisió Psycho Sweet 16 el 2022.
El 2017, Bass va ser elegida per interpretar a Tsireya, una jove Na'vi del clan Metkayina, a les seqüeles d'Avatar de James Cameron. Al principi, Tsireya va ser descrita com "la jove Neytiri de l'oceà", probablement en referència als seus estatus com a filles dels líders dels seus respectius clans. Va interpretar el paper a Avatar: El sentit de l'aigua el 2022 i està previst que el reprenga dues seqüeles addicionals que s'estrenaran el 2024 i el 2026.